# Liste der Distanzsteine in Dessau-Roßlau
Die Liste der Distanzsteine in Dessau-Roßlau umfasst alle Distanzsteine in der kreisfreien Stadt Dessau-Roßlau.

## Allgemeines
In Dessau-Roßlau sind folgende verschiedene Distanzsteintypen vorhanden:
- anhaltischer Meilenstein
- Wegweisersäule (auch wenn diese nicht immer eine Distanzangabe enthielten).

Durch die Umstellung von Meile auf Kilometer als Längenmaß wurden manche Steine umgesetzt und umgenutzt, so dass sie mitunter mehreren Typen zugeordnet werden.

## Meilensteine
| Artikel               | Denkmal-ID | Ausweisungsart | Lage                          | Beschreibung             | Kommune       | Ort       | Bild |
| --------------------- | ---------- | -------------- | ----------------------------- | ------------------------ | ------------- | --------- | ---- |
| Meilenstein Kleutsch  | 094 40172  | Kleindenkmal   | an der Dorfstraße in Kleutsch | anhaltischer Meilenstein | Dessau-Roßlau | Kleutsch  |      |
| Meilenstein Kochstedt | 094 40172  | Kleindenkmal   | L 134                         | anhaltischer Meilenstein | Dessau-Roßlau | Kochstedt |      |
| Meilenstein Roßlau    | 094 41433  | Kleindenkmal   | B 187                         | anhaltischer Meilenstein | Dessau-Roßlau | Roßlau    |      |
| Meilenstein Sollnitz  | 094 40254  | Kleindenkmal   | L 135                         | anhaltischer Meilenstein | Dessau-Roßlau | Sollnitz  |      |

## Wegweisersäulen
| Artikel                  | Denkmal-ID | Ausweisungsart | Lage  | Beschreibung   | Kommune       | Ort       | Bild |
| ------------------------ | ---------- | -------------- | ----- | -------------- | ------------- | --------- | ---- |
| Wegweiserstein Kochstedt | 094 41072  | Kleindenkmal   | L 134 | Wegweiserstein | Dessau-Roßlau | Kochstedt |      |
| Wegweiserstein Sollnitz  | 094 41132  | Baudenkmal     | L 135 | Wegweiserstein | Dessau-Roßlau | Sollnitz  |      |